# Cathédrale de la Nativité de Souzdal
Pour les articles homonymes, voir Cathédrale de la Nativité.
La cathédrale de la Nativité, dont le nom complet est Cathédrale de la Nativité de la Vierge-Marie, Mère de Dieu (en russe : Богородице-Рождественский собор) est une église orthodoxe de l'éparchie de Vladimir et Souzdal, située dans l'espace du Kremlin de Souzdal.
Elle est l'un des monuments les plus intéressants de l'ancienne architecture en Russie et plus particulièrement parmi ceux de l'époque pré-mongole de la Rus'. Actuellement, la cathédrale de la Nativité est un édifice religieux où l'on célèbre des offices, mais elle fait également partie du musée-réserve naturelle de Vladimir-Souzdal.
Elle se trouve dans l'enceinte du Kremlin de Souzdal et est classée dans la liste du patrimoine de l'humanité de l'UNESCO.

## Histoire
La première construction de la cathédrale date du XIe siècle, de l'époque du Prince Vladimir II Monomaque. Avec la Cathédrale Saint-Georges, Iouriev-Polski ce sont les deux derniers édifices de la région de Souzdal construits à la veille des invasions tatares en 1222. En 1222, le bâtiment, alors en très mauvais état, fut détruit à la demande d'Iouri II Vladimirski et à sa place, fut construit un nouveau en pierre blanche à chaux. Il subsista jusqu'au XVIe siècle.
En 1528 les murs de pierre blanche furent démontés jusqu'à la ceinture des arcatures garnies de masques de femmes, et remplacés par des murs de briques. C'est un édifice à trois coupoles auxquelles on a ajouté deux coupoles annexes. Au XVIIe siècle, l'intérieur fut décoré de peintures. Finalement l'église est arrivée jusqu'à nos jours, mais après de multiples modifications. À l'intérieur, sont conservées des peintures murales du XIIIe au XVIIe siècle,.
La Cathédrale de la Nativité de la Vierge-Marie était d'abord une église pour les habitants de la ville et pas seulement une église de la famille princière. Le sanctuaire n'est pas directement relié aux appartements princiers, l'accès aux tribunes se faisant à l'intérieur de l'église . Elle se trouve au centre d'un anneau de remparts du Kremlin de Souzdal, dans un méandre de la rivière Kamenka (affluent de la Nerl). Durant son histoire, la cathédrale brûla plusieurs fois. Le Prince Iouri Dolgorouki, des princes de la Famille Chouiski et d'autres encore y ont leur sépulture.

## Statut
La Cathédrale est classée dans la liste du patrimoine mondial de l'UNESCO, sous la dénomination monuments de Vladimir et de Souzdal.
Les premiers offices religieux solennels, depuis la fin de la période soviétique, eurent lieu en 1991. L'édifice est géré en même temps par le Patriarcat de Moscou et de toute la Russie et le Musée d'histoire d'art et d'architecture de Vladimir-Souzdal (ru). Un accord fut signé en 1992 pour l'utilisation commune de la Cathédrale. Depuis lors, se déroulent régulièrement dans la cathédrale des offices religieux. Quand ce n'est pas le cas, les lieux sont utilisés comme musée.

## Galerie

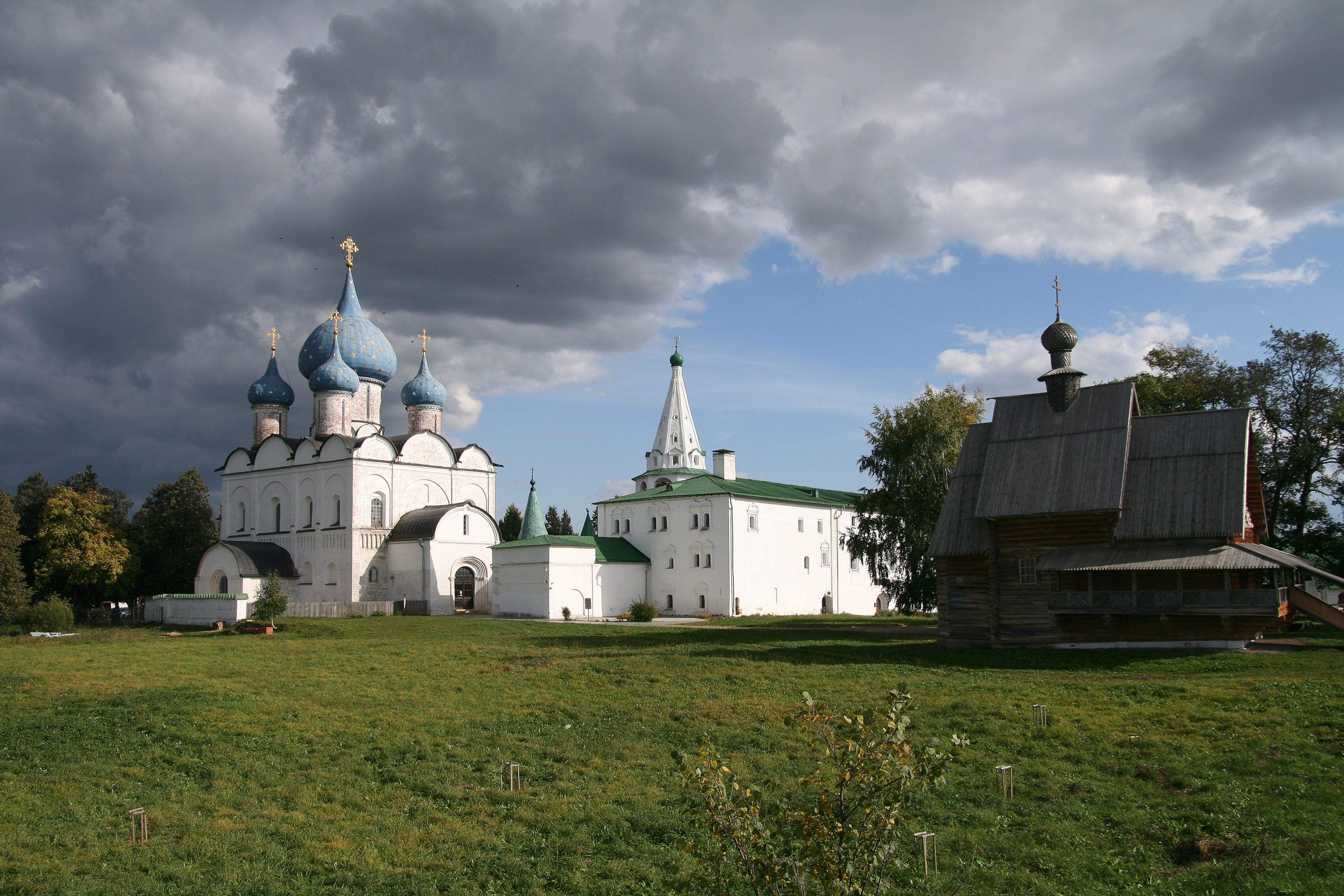
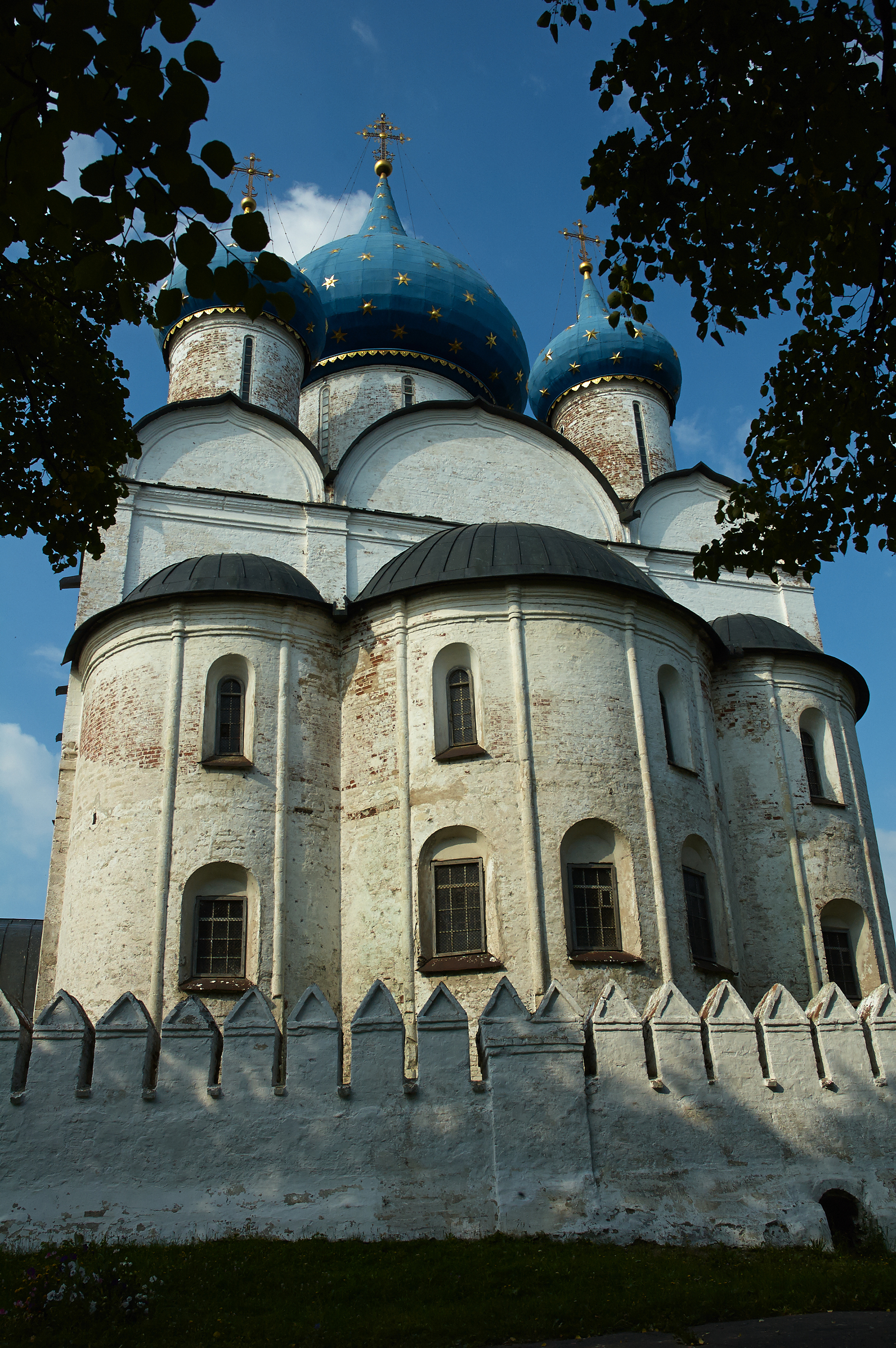
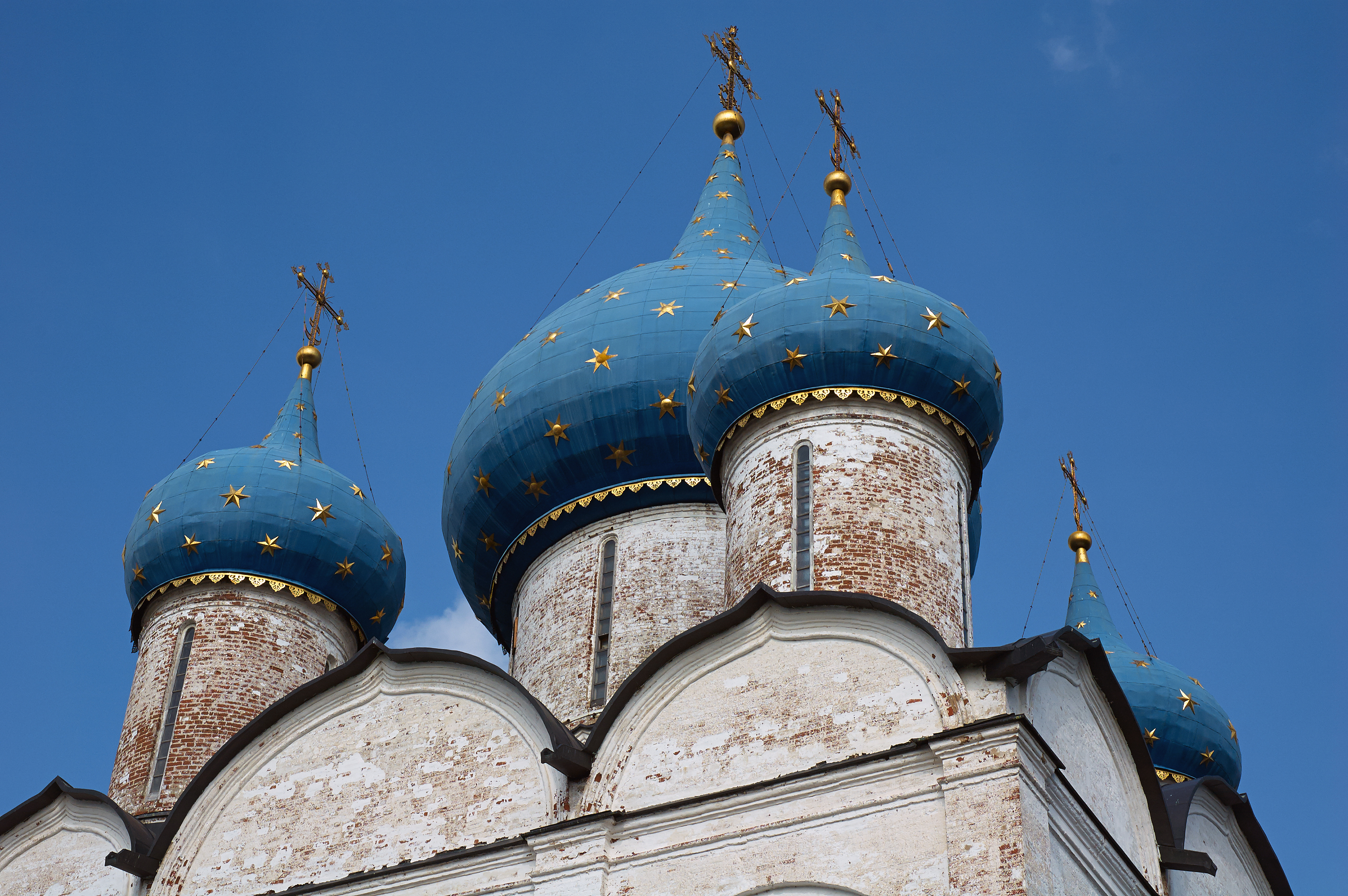
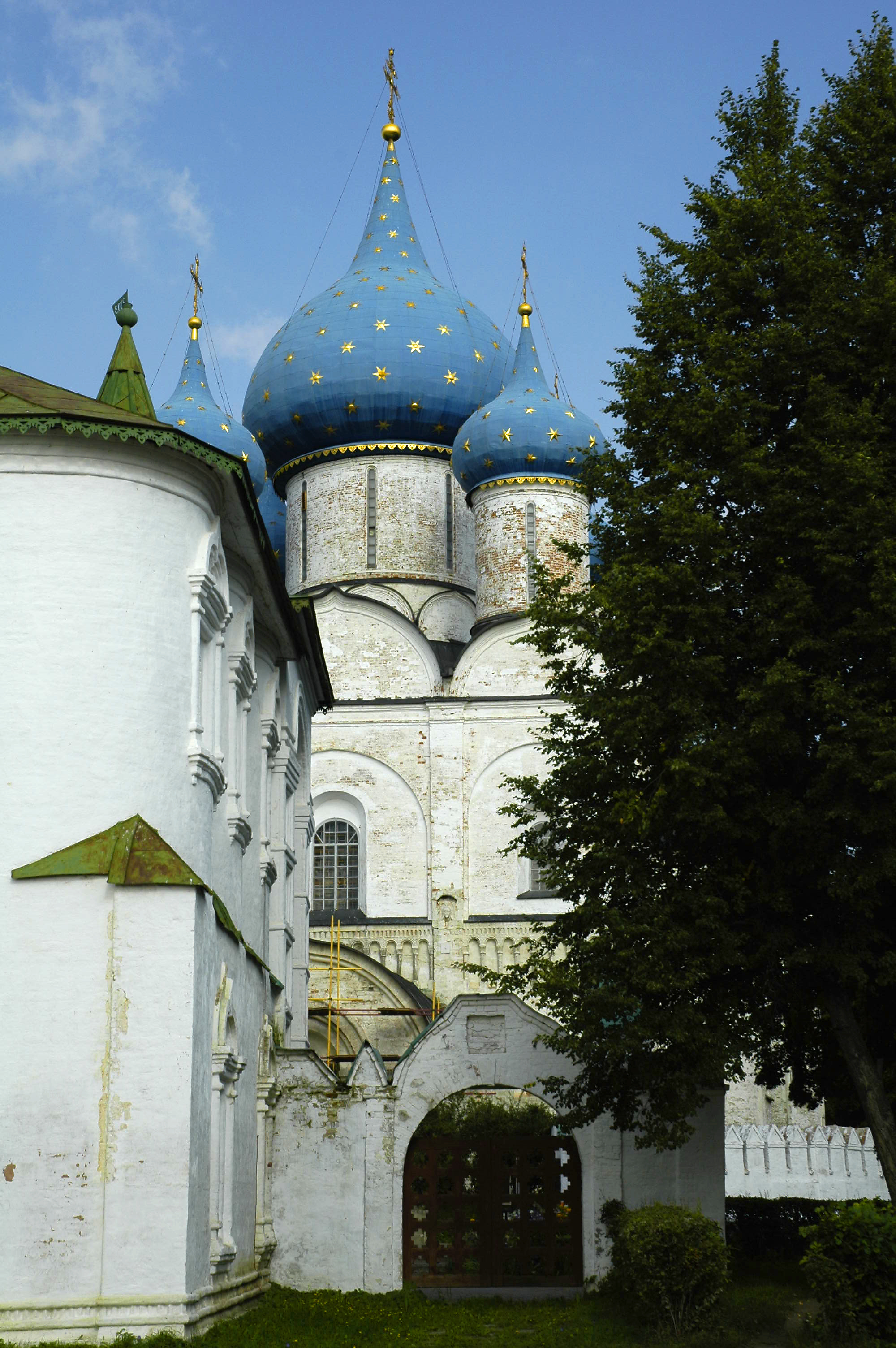
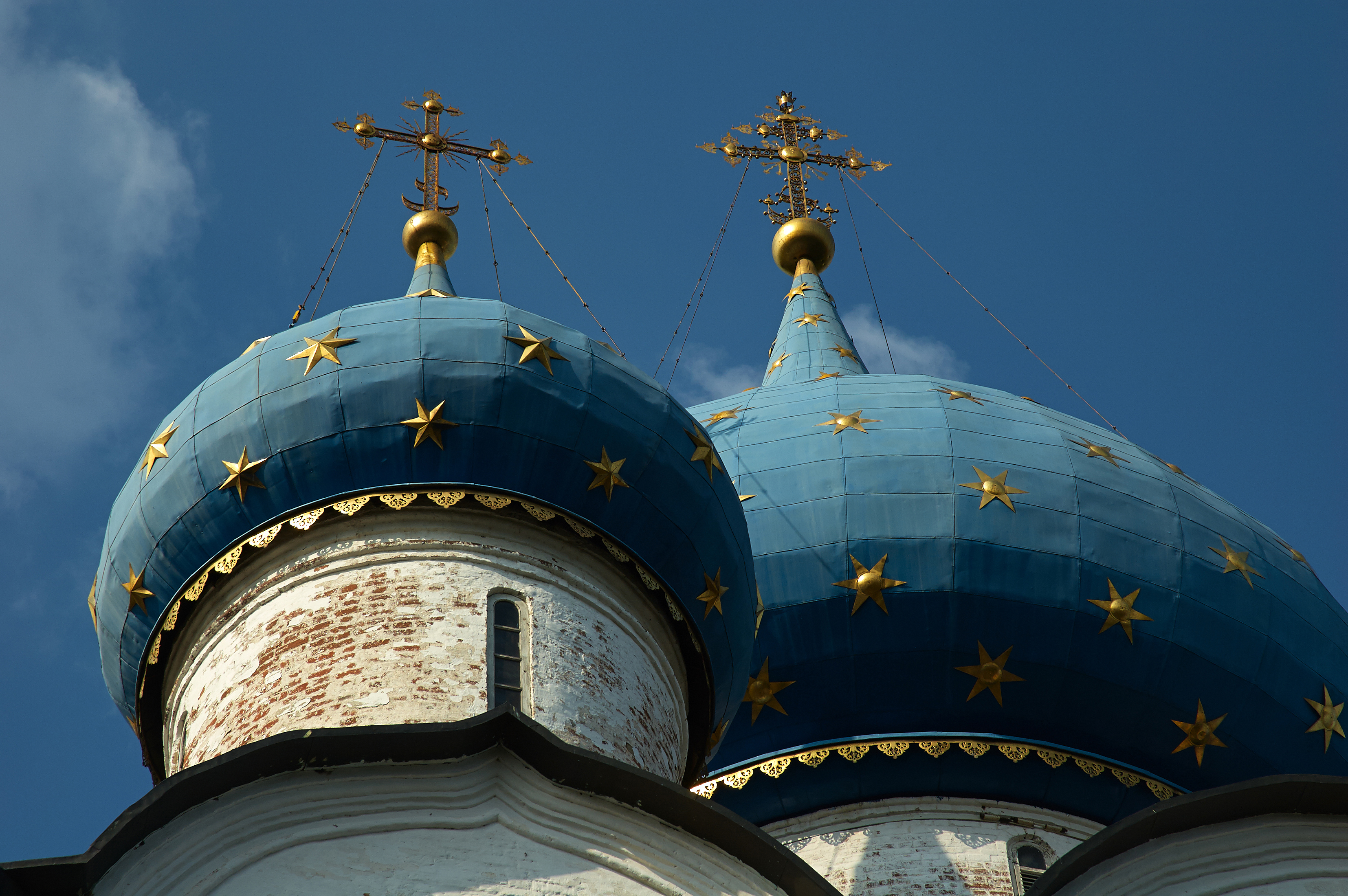
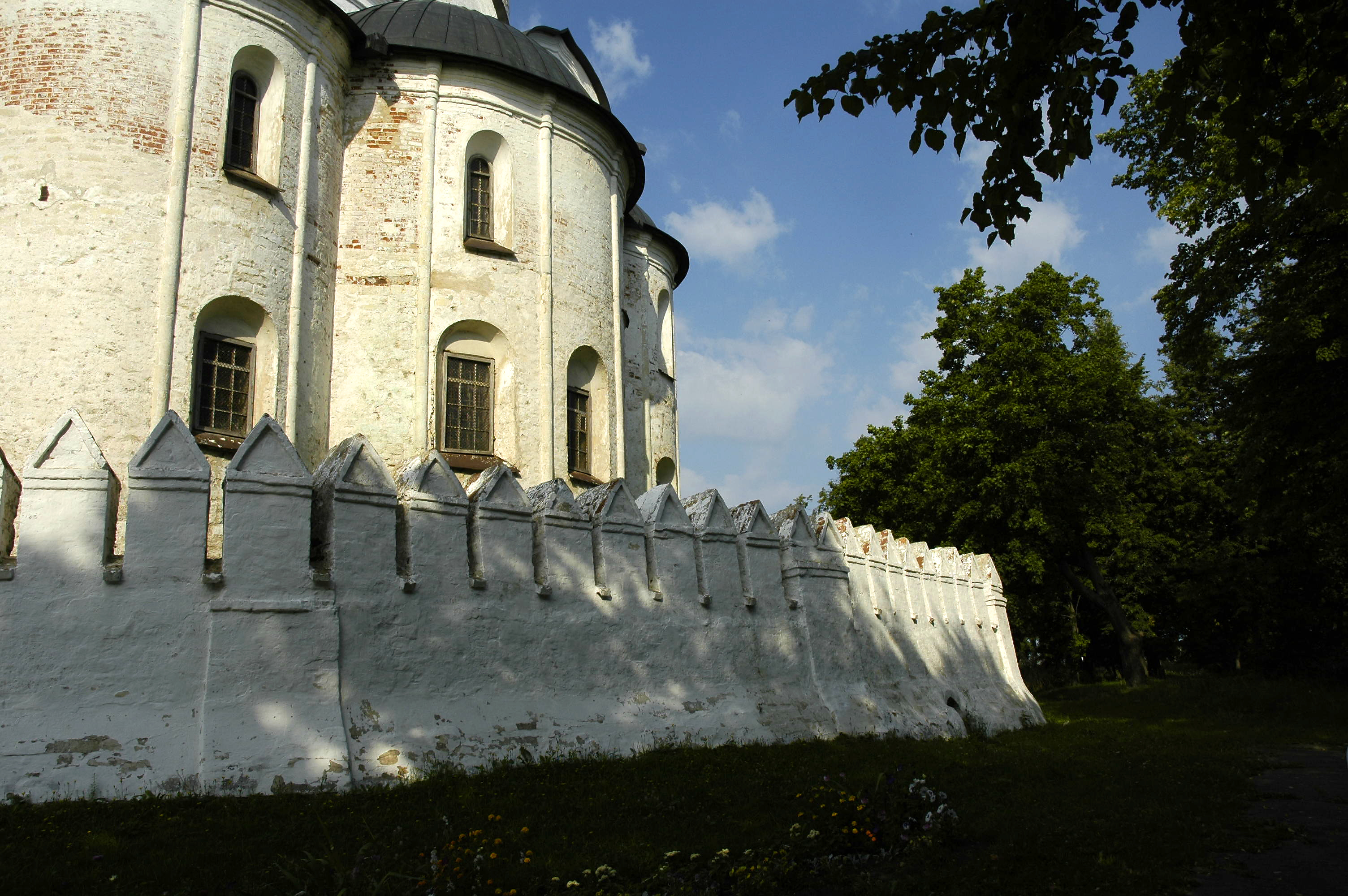
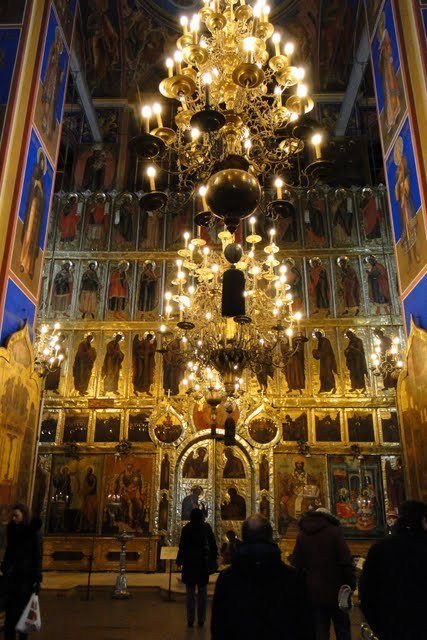
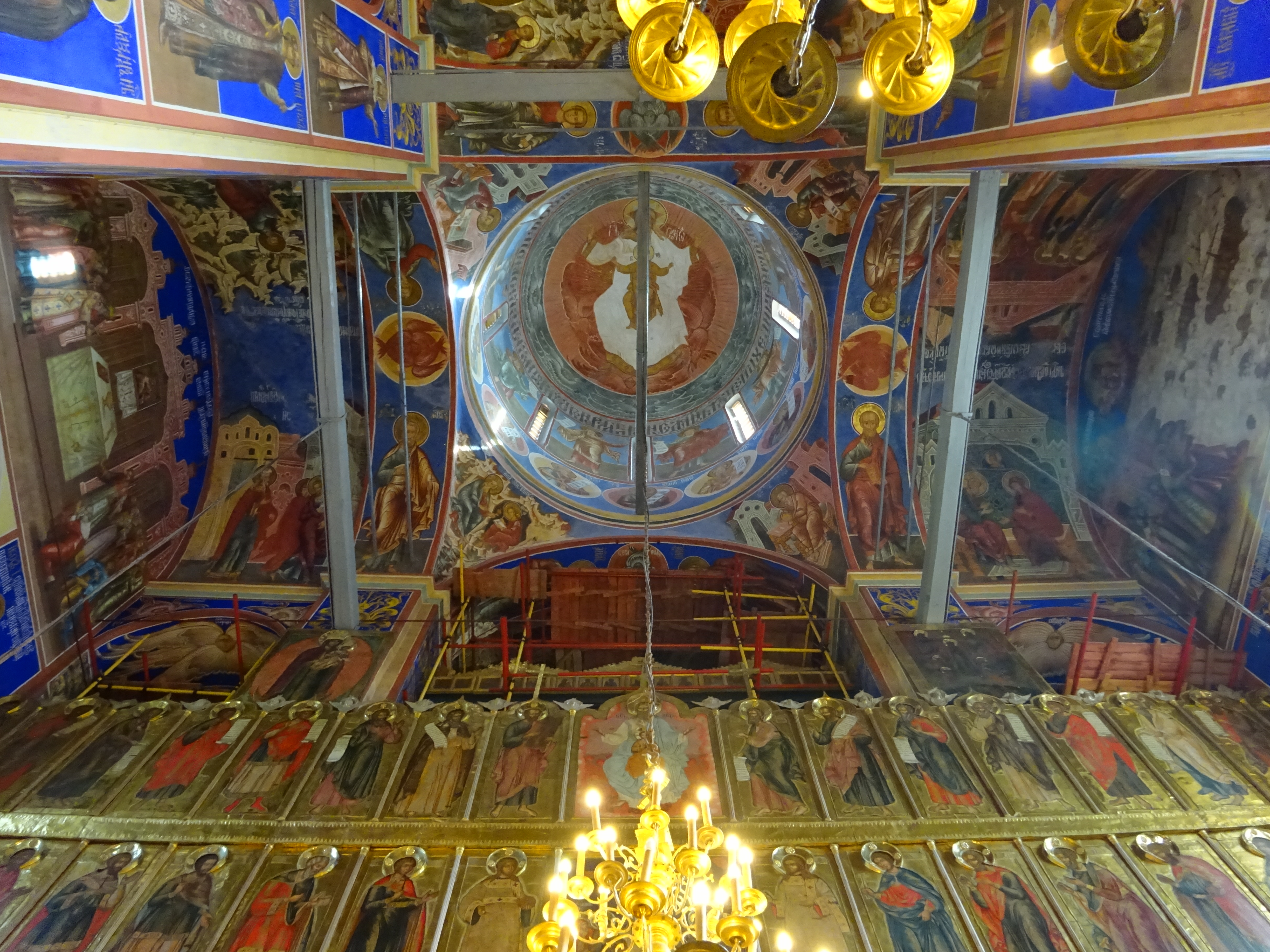